# لندر-هوت
لندر-هوت (به فرانسوی: Lindre-Haute) یک کمون در فرانسه است که در Canton of Dieuze واقع شده‌است.

## خصوصیات
لندر-هوت ۲٫۴۶ کیلومترمربع مساحت و ۵۷ نفر جمعیت دارد و ۲۲۰ متر بالاتر از سطح دریا واقع شده‌است.